# Jeff Beck
Jeff Beck, nascido Geoffrey Arnold Beck (24 de junho de 1944 – 10 de janeiro de 2023) foi um guitarrista britânico que tocou em várias bandas influentes da década de 1960 incluindo os The Yardbirds. Liderou ainda o Jeff Beck Group, responsável por lançar o cantor Rod Stewart no cenário musical, e teve destaque com o trio Beck, Bogert & Appice.
Seus trabalhos abrangeram gêneros e estilos que vão desde o blues rock, hard rock, jazz fusion e uma mistura de guitarra-rock e música eletrônica. Tinha uma técnica considerada revolucionária ao usar efeitos como feedback aliados à alavanca de distorção e botão de volume das guitarras para definir o timbre do instrumento.
Em 2011, foi eleito o 5.º melhor guitarrista da história pela revista norte-americana Rolling Stone.

## Biografia
Assim como muitos músicos de sua época, Beck começou a carreira como guitarrista de estúdio. Em 1965 entrou para o The Yardbirds, depois que Eric Clapton saiu do grupo. Dezoito meses depois, foi demitido do grupo por divergências no meio de uma turnê nos Estados Unidos. Beck passou os anos seguintes com seu próprio grupo, o The Jeff Beck Group, cujos álbuns vendiam bem mas não eram muito comerciais. Conseguiu reconhecimento do grande público em 1975, a gravar o álbum Blow by Blow em carreira solo.
Depois disso mergulhou na fusão do rock com jazz contando com colaborações de músicos celebrados como o tecladista Jan Hammer da Mahavishnu Orchestra o baterista Terry Bozzio e o tecladista Tony Hymas.
Uma característica marcante de seu trabalho é o fato de não se ater sempre ao mesmo estilo musical, optando por uma fusão de estilos que vão desde o jazz ao rock n' roll com um toque pessoal.
Depois de se frustrar em negociações com gravadoras e da cena musical, decidiu dar uma guinada na carreira, passou dois anos sem gravar, se dedicando a seu hobby na construção de hot rods.
Teve paixão pelos hot rods (carros antigos com motores potentes e outras alterações). O próprio Beck foi um habilidoso mecânico e restaurador, elogiado por grandes nomes desse meio pelos seus trabalhos com os carros.[carece de fontes?]
Ele continuou esporadicamente a gravar e lançar seus discos. Em seus últimos três discos ele fez um trabalho com música eletrônica.
Admirado por colegas de profissão por sua destreza, técnica e inovação, como Jimmy Page, Eric Clapton, David Gilmour, Slash e Joe Perry.
Ao contrário da maior parte dos guitarristas do rock, Jeff costumava tocar sem a palheta (o que pode ser visto ao vivo e/ou em vídeos das apresentações).
Foi introduzido ao Rock and Roll Hall of Fame tanto como membro do The Yardbirds em 1992 quanto como músico solo em 2009. Seu último álbum foi "18", lançado em julho de 2022, com covers em colaboração com o ator e músico Johnny Depp.
Beck morreu em 10 de janeiro de 2023, aos 78 anos de idade após contrair repentinamente uma meningite bacteriana.

## Discografia
- The GTO's (1967)
- Truth (1968)
- Beck-Ola (Cosa Nostra) (1969) - The Jeff Beck Group
- Rough and Ready (1971) - The Jeff Beck Group
- Jeff Beck Group (1972) - The Jeff Beck Group
- Beck Bogert Appice (1973)
- Live In Japan (1974 - somente no Japão)
- Blow by Blow (1975)
- Wired (1976)
- Jeff Beck With the Jan Hammer Group Live (1977)
- There and Back (1980)
- Flash (1985)
- Jeff Beck's Guitar Shop (1989)
- Beckology (1991, coletânea)
- Frankie's House (1992)
- Crazy Legs (1993)
- Best of Beck(1995)
- Who Else! (1999)
- You Had It Coming (2001)
- Jeff (2003)
- Emotion & Commotion(2010)
- Rock N' Roll Party (2011)
- Loud Hailer (2016)

## Álbuns colaborativos
- Beck, Bogert & Appice - Beck, Bogert & Appice (1973)
- Frankie's House - Jed Leiber (1992)
- Crazy Legs - Big Town Playboys (1993)
- 18  - Johnny Depp (2022)
- Patient Number 9 - Ozzy Osbourne (2022)